# Colostygia tempestaria
Colostygia tempestaria là một loài bướm đêm trong họ Geometridae.